# الودالن
الودالن (به سوئدی: Älvdalen) یک منطقهٔ مسکونی در سوئد است که در بخش الودالن واقع شده‌است. الودالن ۳٫۰۲ کیلومتر مربع مساحت و ۱٬۸۱۰ نفر جمعیت دارد.